# Луруако
Луруако (исп. Luruaco) — город и муниципалитет на севере Колумбии, на территории департамента Атлантико.

## История
Поселение, из которого позднее вырос город, было основано 16 мая 1533 года. Муниципалитет Луруако был выделен в отдельную административную единицу в 1953 году.

## Географическое положение

Муниципалитет Луруако

Город расположен в западной части департамента, в пределах Прикарибской низменности, на восточном берегу озера Лагуна-де-Луруако, на расстоянии приблизительно 49 километров к юго-западу от города Барранкилья, административного центра департамента. Абсолютная высота — 32 метра над уровнем моря.
Муниципалитет Луруако граничит на севере с территорией муниципалитета Пьохо, на востоке — с территорией муниципалитета Сабаналарга, на юге — с муниципалитетом Репелон, на западе — с территорией департамента Боливар. Площадь муниципалитета составляет 246 км².

## Население
По данным Национального административного департамента статистики Колумбии, совокупная численность населения города и муниципалитета в 2015 году составляла 26 889 человек.
Динамика численности населения муниципалитета по годам:
| 2005   | 2006   | 2007   | 2008   | 2009   | 2010   | 2011   | 2012   | 2013   | 2014   | 2015   |
| ------ | ------ | ------ | ------ | ------ | ------ | ------ | ------ | ------ | ------ | ------ |
| 23 558 | 23 871 | 24 198 | 24 528 | 24 860 | 25 186 | 25 524 | 25 854 | 26 207 | 26 543 | 26 889 |

Согласно данным переписи 2005 года мужчины составляли 51,1 % от населения Луруако, женщины — соответственно 48,9 %. В расовом отношении негры, мулаты и райсальцы составляли 94,7 % от населения города; белые и метисы— 5,2 %; индейцы — 0,1 %.
Уровень грамотности среди всего населения составлял 82,7 %.

## Экономика
Основу экономики Луруако составляют сельское хозяйство и лесозаготовка.

60,5 % от общего числа городских и муниципальных предприятий составляют предприятия торговой сферы, 33,2 % — предприятия сферы обслуживания, 5,6 % — промышленные предприятия, 0,7 % — предприятия иных отраслей экономики.

## Транспорт
Через город проходит национальное шоссе № 90 (исп. Ruta Nacional 90).